# Micky Dolenz
Mick(e)y Dolenz, ameriški pevec in bobnar, * 8. marec 1945, Los Angeles, ZDA. 
Svojo kariero je začel v mladinskih šovih, kasneje pa je bil član skupine The Monkees, kjer je bil bobnar in pevec. Njegova največja uspešnica je bila pesem »I'm a Believer«. Dolenz je sin slovenskega očeta Jureta Dolenca, rojenega 1908 v slovenski skupnosti v Trstu in pozneje znanega v Ameriki pod imenom George Dolenz.